# Beta Capricorni
Désignations
β1 Cap : HR 7776, HD 193495, BD−15°5629, HIP 100345, SAO 163481, CCDM J20210 -1447A, NSV 25105

Beta Capricorni (β Cap / β Capricorni) est un système d'étoiles quintuple de la constellation du Capricorne. Il porte également le nom de Dabih. 

## Nomenclature
β Capricorni, latinisé Beta Capricorni, est la désignation de Bayer de l'étoile. Elle porte également la désignation de Flamsteed de 9 Capricorni.
Dabih est le nom propre aujourd’hui approuvé pour Beta1 Carpricorni par l’Union astronomique internationale (UAI). Ce nom vient de l’arabe سعد الذابح Saᶜd al-Ḏābiḥ, « la Propice du Sacrificateur », qui s’applique, dans le ciel arabe traditionnel, au couple α et β Cap, lequel constitue la XXe des manāzil al-qamar ou « stations lunaires ». Ce couple est le premier  de la série des dix السعود « les Propices » qui marquent l’époque des pluies revivifiantes pour la nature, sachant que الذابح al-Ḏābiḥ est une épithète divine antique liée à l’istisqā’, soit une cérémonie d’imploration de la pluie devenue, dans le cadre islamique, une demande faite à Allāh. 

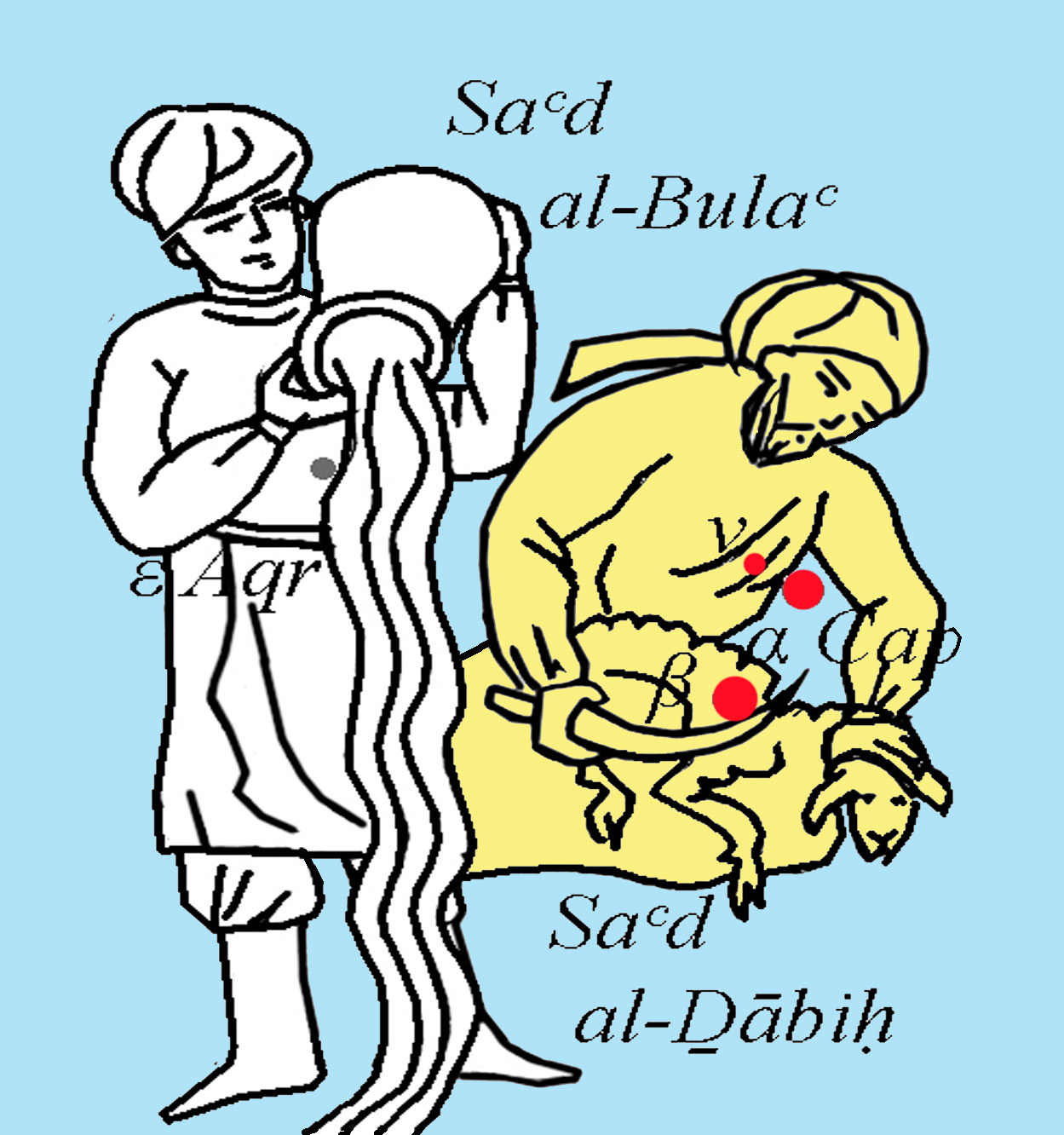
La figure arabe سعد الذابح Saᶜd al-Ḏābiḥ, « la Propice du Sacrificateur

Individualisée dans les catalogues tardifs, β Cap est أوّل سعد الذابح Ğanūbī Saᶜd al-Ḏābiḥ' dans le catalogue d’al-Tīzīnī ‘l-Muwaqqit (1533). Dans sa traduction du یجِ سلطانی Zīğ-i Sulṭānī ou « Tables sultaniennes » d’Uluġ Bēg (1437), Thomas Hyde (1665) transcrit le second terme du nom Dâbih, ce dont se saisit Giuseppe Piazzi pour nommer Dabih Major et Dabih Minor les deux étoiles principales du système Beta Carpricorni. Transformés en Algedi au cours du XXe siècle, les deux noms sont repris par Richard Hinckley Allen,  ce qui a permis leur diffusion dans les catalogues des XXe et XXIe siècles, alors que l’UAI réserve le nom Dabih à β1 Cap.
Sadalzabih est une variante de Dabih pour β Cap. C’est, au départ, l’arabe سعد الذابح  Saᶜd al-Ḏābiḥ, soit le nom de la XXe des manāzil al-qamar ou « stations lunaires » (voir supra), ce qui lui vaut de figurer vers l’an mil dans les premières listes latines des stations notamment sous la forme Scaldebo. Puis, probablement[Interprétation personnelle ?]  dans la tradition des listes de stations, on le trouve sous la forme Sadalzabih dans la littérature astrologique comme nom de β Cap, notamment chez Robert Ambalein (1936).

## Propriétés
Le système de β Capricorni est situé à 328 années-lumière de la Terre. Comme elle est voisine de l'écliptique, β Capricorni peut être occultée par la Lune, et aussi (rarement) par les planètes.

## Structure et membres
|                 | β Capricorni Aa                                                       |
|                 |                                                                       |
| β Capricorni Ab | \| \| β Capricorni Ab1 \| \| \| \| \| \| β Capricorni Ab2 \| \| \| \| |
|                 | \| \| β Capricorni Ab1 \| \| \| \| \| \| β Capricorni Ab2 \| \| \| \| |
|                 | β Capricorni Ab1                                                      |
|                 |                                                                       |
|                 | β Capricorni Ab2                                                      |
|                 |                                                                       |

|  | β Capricorni Ab1 |
|  |                  |
|  | β Capricorni Ab2 |
|  |                  |

|  | β Capricorni Ba |
|  |                 |
|  | β Capricorni Bb |
|  |                 |

|                 | β Capricorni Aa                                                       |
|                 |                                                                       |
| β Capricorni Ab | \| \| β Capricorni Ab1 \| \| \| \| \| \| β Capricorni Ab2 \| \| \| \| |
|                 | \| \| β Capricorni Ab1 \| \| \| \| \| \| β Capricorni Ab2 \| \| \| \| |
|                 | β Capricorni Ab1                                                      |
|                 |                                                                       |
|                 | β Capricorni Ab2                                                      |
|                 |                                                                       |

|  | β Capricorni Ab1 |
|  |                  |
|  | β Capricorni Ab2 |
|  |                  |

|  | β Capricorni Ba |
|  |                 |
|  | β Capricorni Bb |
|  |                 |

### Double visuelle
Avec des jumelles ou un petit télescope, β Capricorni peut être résolue en une étoile double. La plus brillante des deux composantes, β1 Capricorni (traditionnellement Dabih Major) a une magnitude apparente de +3,05, tandis que la plus faible, β2 Capricorni (traditionnellement Dabih Minor), a une magnitude apparente de +6,09. Les deux composantes sont séparées par 3,5 arcminutes sur le ciel, soit au moins 21 000 ua (0,34 années-lumière). Elles mettent environ 700 000 ans pour parcourir leur orbite. Chacune des deux composantes est elle-même composée de plusieurs étoiles.
À cause de la complexité de ce système, plusieurs conventions ont été utilisées pour nommer les sous-composantes. Cet article suit le système utilisé dans le Multiple Star Catalogue,.

### β1Capricorni
La composante la plus brillante, β1 Capricorni ou β Capricorni A, est la plus complexe de la paire. Elle possède au moins trois composantes et son spectre est difficile à interpréter.
Elle est dominée par un couple d'étoiles, la géante lumineuse orange de type K β Capricorni Aa, avec une magnitude apparente de +3,08, et la naine bleue-blanche de type B, β Capricorni Ab1, avec un magnitude apparente de +7,20. Ces deux composantes sont séparées par 0,05 arcseconde (5 ua) et ont une période orbitale de 3,77 ans.
La composante Aa a une température de surface de 4900 kelvins, un diamètre égal à 35 fois celui du Soleil et une luminosité 600 fois celle du Soleil. La composante Ab1 possède une autre compagne invisible, β Capricorni Ab2, qui tourne autour de Ab1 avec période orbitale de 8,7 jours. On pense que la composante Aa est elle-même multiple.

### β2Capricorni
La composante la plus faible de l'étoile double visuelle, β2 Capricorni ou β Capricorni B, est plus simple et mieux connue. C'est une étoile binaire, dont la composante la plus brillante, β Capricorni Ba, a une magnitude de 6,1. C'est une géante de type A0, 40 fois plus lumineuse que le Soleil. La compagne, β Capricorni Bb, est à environ 3 arcsecondes de B. β Capricorni B est inhabituelle car elle possède de grandes quantités de mercure et de manganèse dans son atmosphère.

### Autres composantes
Deux autres étoiles proches furent découvertes par John Herschel. Elles sont situées à 112 arcsecondes de β1 Capricorni et on ne sait pas si ce sont de simples doubles optiques ou si elles font partie du système β Capricorni. Elles sont parfois appelées  β Capricorni D et E.[réf. nécessaire]